# Maladie chronique
 (juin 2012).
Une maladie chronique (du grec ancien : χρόνος / krónos, « temps ») désigne une maladie dont les effets persistent dans le temps. Les maladies chroniques communes sont l'arthrite, l'asthme, le cancer, le diabète, la bronchopneumopathie chronique obstructive, ou encore certaines maladies virales comme l'hépatite C et le sida. 
En médecine, une maladie chronique est à différencier d'une maladie aiguë, car cette dernière n'affecte en général qu'une partie du corps et répond aux traitements. Au contraire, les maladies chroniques affectent souvent de multiples endroits du corps, ne répondent que peu aux traitements, et persistent sur une longue période[Pas dans la source]. 
Une maladie qui dure toute la vie et entraîne la mort du patient est considérée comme une « maladie terminale », mais il est possible qu'elle évolue avec le temps en maladie chronique : le diabète et le sida, par exemple, étaient autrefois des maladies terminales, mais sont désormais considérées comme chroniques grâce aux traitements permettant aux patients de vivre avec les symptômes. 
Elles peuvent connaître des périodes de rémission ou de rechute, pendant lesquelles les symptômes disparaissent temporairement ou réapparaissent subitement. Ces périodes de rémission ou de rechute sont fréquemment évoquées en référence aux troubles liés à la toxicomanie, qui sont parfois considérés comme pouvant être inclus dans les maladies chroniques. 
Les maladies chroniques sont très souvent associées aux maladies non transmissibles, mais de nombreuses maladies infectieuses telles que la tuberculose et l'hépatite sont considérées à la fois infectieuses et chroniques. 
Ces maladies sont une des causes majeures de mortalité dans le monde, et l'Organisation mondiale de la santé (OMS) attribue aux maladies chroniques, en particulier aux maladies non transmissibles, 41 millions de morts par an.

## Épidémiologie

### En France
Une liste de trente maladies chroniques ouvre des droits à l'assurance maladie pour l'obtention de la prise en charge pour une affection de longue durée (ALD) couvrant 100 % des dépenses concernant ces maladies.
En 2012, 28 millions de Français (42,9 %) suivaient un traitement au long cours et 15 millions de Français (22,9 %) étaient atteints d'une ou plusieurs maladies chroniques.
L'incidence des maladies chroniques est en augmentation constante. Les cancers étaient imputés dans 3,5 % des décès en 1906, 11,5 % en 1945 et 26,9 % en 1990. Les maladies cardio-vasculaires étaient responsables de 12,5 % des décès en 1906, 27,3 % en 1945 et 33,4 % en 1990 (Ils sont cependant en baisse depuis).
Entre 1994 et 2004, ces ALD ont progressé de 73,5 % (+ 84 % pour le cancer ; +83 % pour le diabète).
Cette hausse de 5,7 % par an en moyenne sur dix ans est beaucoup plus rapide que le vieillissement de la population.

## Prévention
Afin de contribuer à la quête d’outils de gestion des risques pour faire face au fléau des maladies chroniques, certains incitatifs financiers conditionnels ont été proposés. Cependant, il faut considérer les effets potentiels qui pourraient en découler, tels que la stigmatisation des personnes défavorisées.